# Bartul Borelli Vranski
Bartul Borelli Vranski (1674. − 1736.), mletački general i zapovjednik kninske tvrđave. Zasnivateljem je hrvatskog ogranka normanske obitelji Borellija Vranskih, koja je poslije postala hrvatsko plemstvo. Otac je Francesca, kneza vranskog.